# انسان نانجینگ
انسان نانجینگ (نام علمی: Homo erectus nankinensis) نام یک زیرگونه از گونه انسان راست‌قامت است.